# 岡山県道213号福島橋本線
岡山県道213号福島橋本線（おかやまけんどう213ごう ふくしまはしもとせん）は、岡山県岡山市南区から岡山市北区に至る一般県道である。

## 概要
岡山市南区福島1丁目から北区京橋町に至る。
岡山の旭川河口付近から右岸を中心部まで結ぶ道路。しかし、岡山県道214号洲崎米倉線との交点から国道2号岡山バイパスの下を経由し岡山製紙正門前に至る区間こそ概ね片側1車線が確保されているものの、以北は住宅街の裏道と同程度の離合も困難な狭路が連続し、七日市東町付近には信号で交互通行を行なっている場所も存在する。すぐ西側を片側2車線の岡山県道40号岡山港線・国道30号が並行しており、岡南地区から市内中心部への交通は大半がそちらを使用する。

### 路線データ
- 起点：岡山県岡山市南区福島1丁目（住吉宮）
- 終点：岡山県岡山市北区京橋町（京橋交差点、岡山県道28号岡山牛窓線交点）
- 総延長：約4.9 km

## 路線状況

### 別名
- 水之手筋（岡山市）

## 地理

### 通過する自治体
- 岡山市（南区 - 北区）

### 交差する道路
| 交差する道路            | 市町村名 | 市町村名 | 交差する場所 | 交差する場所      |
| ----------------------- | -------- | -------- | ------------ | ----------------- |
| 岡山県道214号洲崎米倉線 | 岡山市   | 南区     | 洲崎3丁目    |                   |
| 国道2号 / 岡山バイパス  | 岡山市   | 南区     | 富浜町       | [ 注釈 1 ]        |
| 国道250号               | 岡山市   | 北区     | 京橋南町     | [ 注釈 2 ]        |
| 岡山県道28号岡山牛窓線  | 岡山市   | 北区     | 京橋町       | 京橋交差点 / 終点 |

### 沿線
- 旭川